# Legio II Valentiniana
Legio II Valentiniana (II Валентиніанів легіон) — римський легіон часів пізньої імперії.

## Історія
Створено у 2 пол. III ст, проте немає точних відомостей коли саме. За однією версією легіон утворив імператор Валентиніан I (у 360-х роках) задля захисту Рейнського кордону від германських племен. За іншою — Валентиніаном II після придушення заколоту узурпатора Магна Максима у 388 році. За ім'ям одного з цих імператорів легіон отримав свою назву. Його було сформовано разом з Legio I Valentiniana.
Він підпорядковувався Арбоґасту у боротьбі з франками. В подальшому залишався у Галлії під час повалення Валентиніана II та правління узурпатора Євгенія. Слідом за поразкою останнього у 394 або 395 році за наказом імператора Феодосія I легіон відправлено до Єгипту. Тривалий час розташовувався у Великій оазі — фортецях Мунес та Кис. Охороняв кордони Римського гипту з боку Лівійської пустелі.
Відподно до Переліку почесних посад (Notitia Dignitatum) на початку V ст. легіон мав базуватися у м.Гермунт, де виконував обов'язки псевдокомітатів (польової піхоти) та лімітанів (прикордонників) для захисту від кочивників та придушення можливих заворушень. Підпорядковувався дуксу Фіваїди. Про існування легіону в часи Візантійської імперії немає відомостей.